# Lukas Christ

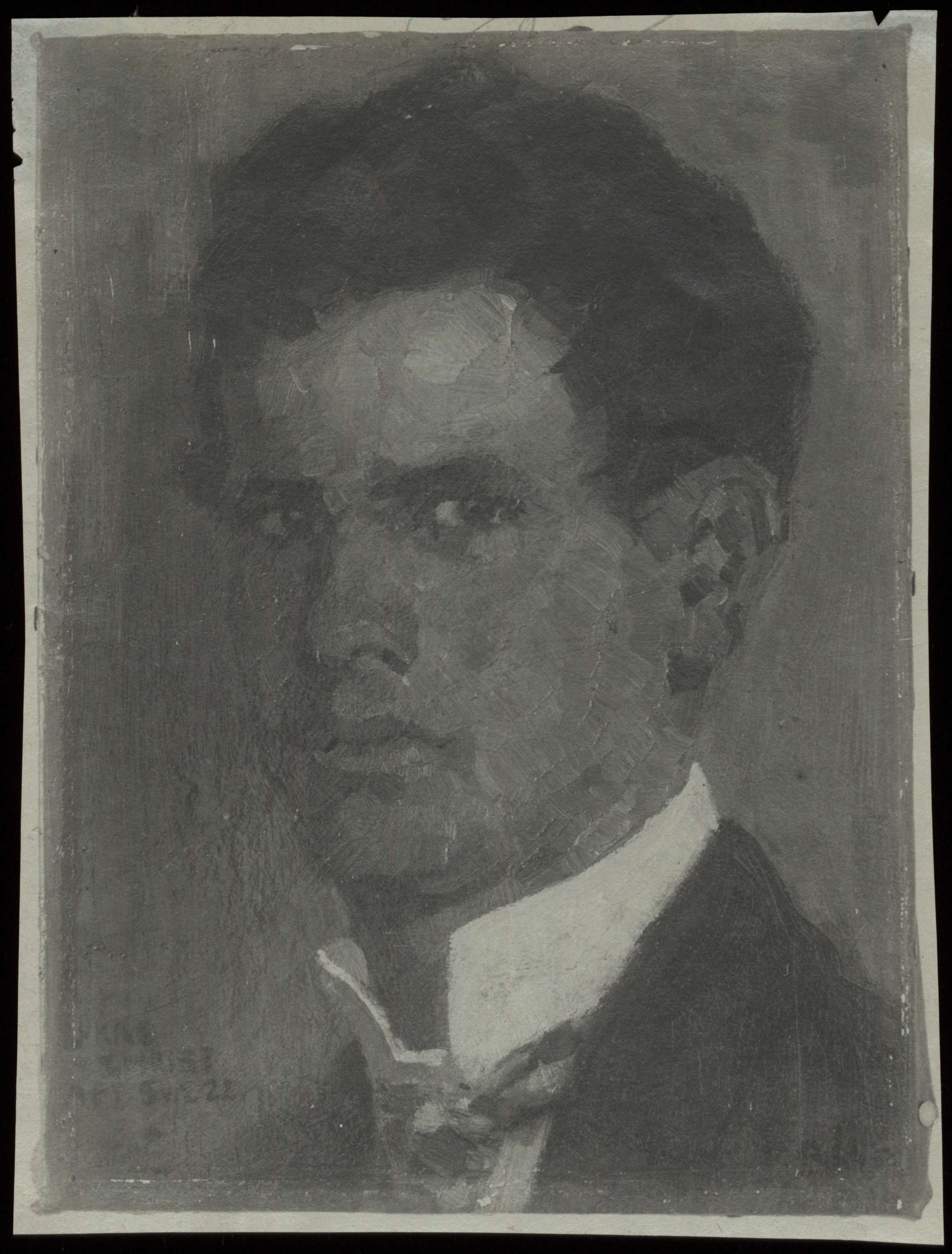
Lukas Christ (etwa 1903)

Lukas Christ (* 30. Oktober 1881 in Thal; † 1. Februar 1958 in Weggis) war ein Schweizer evangelischer Geistlicher.

## Leben
Lukas Christ war der Sohn des Pfarrers Paul Christ (* 1851 in Basel; † 1929) und dessen Ehefrau Anna (geb. Siber) (1858–1933). Christ hatte fünf Geschwister.
Sein Onkel war der Industrielle und Bühnenautor Wilhelm Christ-Iselin.
Nach dem Besuch des Gymnasiums am Münsterplatz in Basel studierte er Theologie an der Universität Basel sowie an der Universität Halle. 1905 schloss er das Studium ab.
Von 1905 bis 1906 war er Pfarrhelfer in Igis, von 1906 bis 1911 Pfarrer in Waldstatt, ab 1908 auch an der kantonalen psychiatrischen Anstalt in Herisau.
Von 1911 bis 1948 war er Pfarrer in Pratteln. In dieser Zeit übernahm er 1922 die Kirchenpflege des Kantons Basel-Landschaft, war Synodalrat und ab 1928 Vizepräsident sowie von 1934 bis 1948 Präsident des Pfarrkonvents Basel-Landschaft und Vorstandsmitglied der Schweizerischen Evangelischen Kirchenbundes. Er beschäftigte sich intensiv mit Kirchenliedern und beteiligte sich von 1931 bis 1952 an der Mitarbeit in der Gesangbuchkommission.
Als Theologenausbilder und Organisator prägte er die reformierte Kirche im Kanton Basel-Landschaft. Er war mit Eduard Thurneysen und Karl Barth eng befreundet und veröffentlichte 1934 eine "kirchliche Unterweisung" mit dem Titel Ich bin der Herr dein Gott anonym veröffentlicht.
Lukas Christ war seit 1908 mit Maria Katharina (1887–1980) verheiratet, Tochter des Sprachwissenschaftlers Jacob Wackernagel. Gemeinsam hatten sie neun Kinder:
- Agathe Christ (* 1909 in Basel), Sozialarbeiterin
- Ursula Christ (* 1911 in Basel; † 1979), verheiratet mit Ernst Rüsch (* 1917 in Abtwil), Professor der Theologie
- Barbara Christ (* 1913 in Basel), verheiratet mit Walter Wenger (* 1913 in Basel)
- Regina Christ (* 1915 in Basel; † 2006), Cellistin in Basel
- Balthasar Christ (* 1918 in Basel), Kaufmann, verheiratet mit Irene Berger (* 1920)
- Ambrosius Christ (* 1921 in Basel), Apotheker, verheiratet mit Dora Viret (* 1926)
- Martin Christ (* 1923 in Basel), Arzt, verheiratet mit Karin Flotow (* 1930);
- Kunigunde Christ (* 1926 in Basel), Krankenschwester
- Dorothea Christ (* 1929 in Basel), verheiratet mit Ernst Schumacher (* 1926)[6], Dr. phil, Professor

## Mitgliedschaften
- Lukas Christ war Mitglied in der Studentenverbindung Schweizerischer Zofingerverein; sein dortiger Spitzname lautete Eva.

## Ehrungen und Auszeichnungen
1939 wurde Lukas Christ durch die theologische Fakultät der Universität Basel zum Dr. theol. h. c. ernannt.

## Schriften (Auswahl)
- Abstinenzmotive. Bern: A. Francke, 1911.
- Worauf es ankommt. Basel: Verlag des Bundes abstinenter Frauen Basel, 1917.
- Advents- und Weihnachts-Predigten. Zollikon-Zürich: Evangelischer Verlag A. G., 1942.
- Wie es zu dem neuen Gesangbuche gekommen ist. Basel: Buchdr. F. Reinhardt, 1942.
- Ich bin der Herr dein Gott: eine kirchliche Unterweisung. Basel: Helbing & Lichtenhahn, 1942.
- Lukas Christ; Selma Lagerlöf; Helene Christaller: Alte Weihnachtsgeschichten. Zollikon-Zürich: Evangel. Verlag, 1944.